# St. Leger irlandais
Groupe 1
La St. Leger irlandais (Irish St. Leger en anglais) est une course hippique de groupe I qui se court en septembre sur l'hippodrome du Curragh dans le comté de Kildare, en Irlande. 

## Caractéristiques et histoire
C'est une course de plat réservée aux chevaux de 3 ans et plus, disputée sur la distance de 2 800 mètres. L'allocation s'élève à 600 000 €.  
Courue pour la première fois en 1915, réservée aux seuls 3 ans jusqu'en 1983, il s'agit de l'équivalent irlandais du St. Leger de Doncaster. Et, comme en Angleterre, c'est la troisième manche de la Triple couronne irlandaise après les Irish 2000 Guineas et l'Irish Derby. Seuls deux chevaux sont parvenus à remporter les trois courses, Museum en 1935 et Windsor Slipper en 1942. Le premier cheval à remporter les deux St. Leger, anglais et irlandais, est Royal Lancer en 1922. Vinnie Roe détient le record de victoires dans l'Irish St. Leger avec quatre succès de 2001 et 2004. 

## Palmarès depuis 1987
| Année | Vainqueur          | S/A | Pays        | Père             | Jockey            | Entraîneur        | Propriétaire                  | Temps     |
| ----- | ------------------ | --- | ----------- | ---------------- | ----------------- | ----------------- | ----------------------------- | --------- |
| 2024  | Kyprios            | M.6 | Irlande     | Galileo          | Ryan Moore        | Aidan O'Brien     | Moyglare Stud Farm & Coolmore | 2'59"04   |
| 2023  | Eldar Eldarov      | M.4 | Royaume-Uni | Dubawi           | David Egan        | Roger Varian      | KHK Racing Ltd                | 3'01"72   |
| 2022  | Kyprios            | M.4 | Irlande     | Galileo          | Ryan Moore        | Aidan O'Brien     | Moyglare Stud Farm & Coolmore | 3'04"67   |
| 2021  | Sonnyboyliston     | H.4 | Irlande     | Power            | Ben Coen          | Johnny Murtagh    | Kildare Racing Club           | 3'02"05   |
| 2020  | Search For A Song  | F.4 | Irlande     | Galileo          | Oisin Orr         | Dermot Weld       | Moyglare Stud Farm            | 3'06"50   |
| 2019  | Search For A Song  | F.3 | Irlande     | Galileo          | Chris Hayes       | Dermot Weld       | Moyglare Stud Farm            | 3'03"24   |
| 2018  | Flag of Honour     | M.3 | Irlande     | Galileo          | Ryan Moore        | Aidan O'Brien     | D.Smith, M.Tabor, S.Magnier   | 3'05"72   |
| 2017  | Order of St George | M.5 | Irlande     | Galileo          | Ryan Moore        | Aidan O'Brien     | D.Smith, M.Tabor, S.Magnier   | 3'07"82   |
| 2016  | Wicklow Brave      | H.7 | Irlande     | Beat Hollow      | Lanfranco Dettori | Willie Mullins    | Wicklow Bloodstock Ltd        | 3'05"95   |
| 2015  | Order of St George | M.3 | Irlande     | Galileo          | Joseph O'Brien    | Aidan O'Brien     | D.Smith, M.Tabor, S.Magnier   | 3'09"19   |
| 2014  | Brown Panther      | M.6 | Royaume-Uni | Shirocco         | Richard Kingcote  | Tom Dascombe      | Black & Owen Promotions Ltd   | 2'57"15   |
| 2013  | Voleuse de Cœurs   | F.4 | Irlande     | Teofilo          | Chris Hayes       | Dermot Weld       | Chriss O'Reilly               | 3'00"08   |
| 2012  | Royal Diamond      | H.6 | Irlande     | King's Best      | Neill Mc Cullagh  | Thomas Carmody    | Andrew Tinkler                | 3'08"47   |
| 2011  | Duncan             | H.6 | Royaume-Uni | Dalakhani        | Eddie Ahern       | John Gosden       | Normandie Stud Ltd            | 3'08"01   |
| 2011  | Jukebox Jury       | M.5 | Royaume-Uni | Montjeu          | Johnny Murtagh    | Mark Johnston     | A.-D. Spence                  | Dead-heat |
| 2010  | Sans Frontières    | M.4 | Royaume-Uni | Galileo          | Olivier Peslier   | Jeremy Noseda     | Sir R.Ogden                   | 3'10"36   |
| 2009  | Alandi             | M.4 | Irlande     | Galileo          | Michael Kinane    | John Oxx          | Aga Khan                      | 3'14"80   |
| 2008  | Septimus           | M.5 | Irlande     | Sadler's Wells   | Seamus Heffernan  | Aidan O'Brien     | Derrick Smith                 | 3'11"97   |
| 2007  | Yeats              | M.6 | Irlande     | Sadler's Wells   | Kieren Fallon     | Aidan O'Brien     | Sue Magnier                   | 3'03"40   |
| 2006  | Kastoria           | F.5 | Irlande     | Selkirk          | Michael Kinane    | John Oxx          | Aga Khan                      | 3'01"00   |
| 2005  | Collier Hill       | M.7 | Irlande     | Dr Devious       | Dean McKeown      | Alan Swinbank     | Russell Hall & Ashley Young   | 3'01"20   |
| 2004  | Vinnie Roe         | M.6 | Irlande     | Definite Article | Pat Smullen       | Dermot Weld       | Seamus Sheridan               | 3'03"90   |
| 2003  | Vinnie Roe         | M.5 | Irlande     | Definite Article | Pat Smullen       | Dermot Weld       | Seamus Sheridan               | 2'58"90   |
| 2002  | Vinnie Roe         | M.4 | Irlande     | Definite Article | Pat Smullen       | Dermot Weld       | Seamus Sheridan               | 2'59"00   |
| 2001  | Vinnie Roe         | M.3 | Irlande     | Definite Article | Pat Smullen       | Dermot Weld       | Seamus Sheridan               | 2'58"40   |
| 2000  | Arctic Owl         | M.6 | Irlande     | Most Welcome     | David Harrison    | James Fanshawe    | The Owl Society               | 3'02"20   |
| 1999  | Kayf Tara          | M.5 | Royaume-Uni | Sadler's Wells   | Frankie Dettori   | Saeed Bin Suroor  | Godolphin                     | 3'12"50   |
| 1998  | Kayf Tara          | M.4 | Royaume-Uni | Sadler's Wells   | John A.Reid       | Saeed Bin Suroor  | Godolphin                     | 3'05"70   |
| 1997  | Oscar Schindler    | M.5 | Irlande     | Royal Academy    | Stephen Craine    | Kevin Prendergast | Oliver Lehane                 | 3'06"40   |
| 1996  | Oscar Schindler    | M.4 | Irlande     | Royal Academy    | Stephen Craine    | Kevin Prendergast | Oliver Lehane                 | 2'59"10   |
| 1995  | Strategic Choice   | M.4 | Royaume-Uni | Alleged          | Richard Quinn     | Paul Cole         | Martyn Arbib                  | 3'00"90   |
| 1994  | Vintage Crop       | M.7 | Irlande     | Rousillon        | Michael Kinane    | Dermot Weld       | Dr Michael Smurfit            | 3'07"30   |
| 1993  | Vintage Crop       | M.6 | Irlande     | Rousillon        | Michael Kinane    | Dermot Weld       | Dr Michael Smurfit            | 3'06"70   |
| 1992  | Mashaallah         | M.4 | Irlande     | Nijinsky         | Steve Cauthen     | John Gosden       | Ahmed Al Maktoum              | 3'02"10   |
| 1991  | Turgeon            | M.5 | France      | Caro             | Tony Cruz         | Jonathan Pease    | George Strawbridge, Jr.       | 3'05"30   |
| 1990  | Ibn Bey            | M.6 | Royaume-Uni | Mill Reef        | Richard Quinn     | Paul Cole         | Prince Fahd bin Salman        | 3'00"60   |
| 1989  | Petite Ile         | M.3 | Irlande     | Ile de Bourbon   | Ron Quinton       | John Oxx          | J. F. Malle                   | 3'05"00   |
| 1988  | Dark Lomond        | M.3 | Irlande     | Lomond           | Declan Gillespie  | Vincent O'Brien   | Stavros Niarchos              | 3'15"00   |
| 1987  | Eurobird           | M.3 | Irlande     | Ela-Mana-Mou     | Cash Asmussen     | John Oxx          | Gerald Jennings               | 3'18"70   |